# Ačibegovo
Ačibegovo (makedonsky: Аџибегово) je vysídlená vesnice v Severní Makedonii. Nachází se v opštině Lozovo ve Vardarském regionu.

## Geografie
Vesnice se nachází v oblasti Ovče Pole, 7 km od města a cestra opštiny Lozovo.

## Demografie
Podle záznamů Vasila Kančova zde v roce 1900 žilo 260 obyvatel turecké národnosti.
Vesnice se vylidňovala během 20. století, v roce 2002 zde žilo jen 5 obyvatel. Podle sčítání lidu z roku 2021 zde nežije nikdo.
| Rok          | 1900 | 1948 | 1953 | 1961 | 1971 | 1981 | 1991 | 1994 | 2002 | 2021 |
| ------------ | ---- | ---- | ---- | ---- | ---- | ---- | ---- | ---- | ---- | ---- |
| Obyvatelstvo | 260  | 326  | 370  | 234  | 111  | 0    | 0    | 5    | 5    | 0    |